# Baía de Quiel
A baía de Quiel (em alemão:  Kieler Bucht, em dinamarquês:  Kiel Bugt) é uma baía na parte ocidental do Mar Báltico. É rodeada a sul e oeste pelas costas de Eslésvico-Holsácia, a sudeste pela ilha Fehmarn e a norte pelas ilhas dinamarquesas de Als, Ærø e Langeland. A baía tem muitos fiordes, braços de mar e pequenas baías que penetram no continente, como o fiorde de Quiel, a baía de Eckernförde, a Schlei e o fiorde de Flensburgo.
A baía de Quiel comunica com as baías de Meclemburgo e Lübeck pela Fehmarnbelt (passagem entre ilha de Fehmarn e ilhas dinamarquesas) e a Fehmarnsund (passagem entre Fehmarn e o continente).
A Schlei abrigou competições de vela dos Jogos Olímpicos de Verão de 1972.